# Carex chlorosaccus
Carex chlorosaccus là một loài thực vật có hoa trong họ Cói. Loài này được C.B.Clarke mô tả khoa học đầu tiên năm 1899.